# Styles of Beyond
Styles of Beyond est un groupe de hip-hop underground américain, originaire de San Fernando Valley, Los Angeles, en Californie,,,.

## Biographie

### Débuts (1994-2004)
Après quelques démos, Styles of Beyond participe au Wake Up Show, un spectacle qui accueille des rappeurs respectés du milieu tels qu'Eminem, Jay-Z et The Notorious B.I.G. À la fin des années 1990, le groupe fait la rencontre de leur collaborateur Mike Shinoda qui deviendra plus tard producteur et chanteur du groupe Linkin Park. Le groupe fait finalement paraître deux albums, 2000 Fold (1998), et Megadef (2003).

### Machine Shop/Warner Bros. (2005–2008)
Styles of Beyond est annoncé par Shinoda pour son album solo sous son nom de Fort Minor, The Rising Tied, publié le 25 novembre 2005. Le groupe participe à sept chansons sur l'album, dont les singles Remember the Name et Believe Me. Le groupe se joint à Fort Minor en tournée pour la promotion de l'album. Après la tournée de The Rising Tied, Styles of Beyond est signé au label de Shinoda Machine Shop Recordings, et à son label parent Warner Bros. Records, leur premier label major. Le groupe est plus tard ajouté à la tournée Projekt Revolution de Linkin Park en 2007.
Styles of Beyond publie une mixtape le 31 juillet 2007, Razor Tag, présentée et mixée par DJ Green Lantern. Razor Tag est le premier album du groupe aux labels Machine Shop et Warner Bros. Le groupe publie son troisième album, Reseda Beach, en collaboration avec RZA, Apathy, Celph Titled, Sixx John, et Mike Shinoda. L'album est produit par le groupe, Shinoda, J Dilla et Scoop DeVille. L'une des chansons de l'album, Second to None, avec Shinoda, est incluse dans la bande originale du film Transformers. Second to None est également incluse dans les bandes promotionnelles de Prison Break et K-Ville, ainsi que dans la bande-annonce du film You Don't Mess with the Zohan. Le groupe fait également une brève apparition dans le clip du titre We Made It de Busta Rhymes et Linkin Park, mise en ligne le 29 avril 2008.

### Reseda Beach(depuis 2012)
Ryu révèle qu'une version complète de Reseda Beach existe. La première chanson de l'album Reseda Beach est mise en ligne sans permission en septembre 2012, intitulée Damn en collaboration avec Michael Bublé. Reseda Beach est disponible en précommande dans la boutique des Demigodz le même mois, incluant la chanson The Pirate Song sur SoundCloud. L'album est publié le 23 octobre 2012. En novembre 2014, Ryu tweete que Styles of Beyond est toujours en activité et entamera une tournée canadienne.

## Discographie

### Albums studio
- 1998 : 2000 Fold
- 2003 : Megadef
- 2012 : Reseda Beach

### Mixtape
- 2007 : Razor Tag

### EP
- 2007 : Razor Tag: Key Cuts EP